# غريغ جلينا
غريغ جلينا (بالإنجليزية: Greg Glienna)‏ مواليد 23 أغسطس 1963 في شيكاغو، هو ممثل ومخرج ومنتج وكاتب سيناريو أمريكي.

## الأعمال
- صغار عائلة فوكرز
- قابل آل فوكر
- قابل الوالدين

## روابط خارجية
- غريغ جلينا على موقع IMDb (الإنجليزية)
- غريغ جلينا على موقع ألو سيني (الفرنسية)
- غريغ جلينا على موقع أول موفي (الإنجليزية)
- غريغ جلينا على موقع قاعدة بيانات الأفلام السويدية (السويدية)
- غريغ جلينا على موقع قاعدة بيانات الفيلم (الإنجليزية)
- غريغ جلينا على موقع كينوبويسك (الروسية)